# Ачюта Саманта
Ачюта Саманта (народився 20 січня 1964) — індійський педагог і філантроп.
Окрім освіти та племінного піднесення, охорони здоров'я та розвитку сільської місцевості, Саманта робить внесок у мистецтво, культуру, літературу, кіно, медіа, суспільство та національну інтеграцію. Він також заснував журнал Kadambini Magazine та журнал Kuni Katha виключно для дітей. Крім того, він також є засновником Kalinga TV та K News Odisha.
Він отримав понад 50 міжнародних та національних нагород і понад 200 державних нагород, а також дві найвищі цивільні нагороди від Королівства Бахрейн та Монголії, які називаються «Нагорода МСА за служіння людству» та «Нагорода найкращому працівнику» відповідно. Йому присуджено 53 почесні докторські ступені в університетах Індії та за кордоном. Він є першим представником Одії, який є членом як UGC, так і AICTE. Наразі він є членом парламенту (Лок Сабха) від Кандхамала, штат Одіша, а також президентом Федерації волейболу Індії. Він є призначеним президентом (Індія) організації «Демократія без кордонів» та засновником організації «Парламентарі для корінних народів».

## Раннє життя
Саманта народився в сім'ї Анаді Чаран Саманти та Ніліми Рані Саманти в селі Каларабанка в окрузі Каттак Одіші в 1964 році  Його батько помер, коли Саманті було чотири роки, і він ріс у жахливій бідності з матір’ю-вдовою та сімома братами і сестрами. 
Саманта отримав ступінь магістра хімії в Університеті Уткала. Він розпочав свою кар'єру як викладач хімії в коледжі в Бхубанесварі.

## Нагороди та рекорди
Саманта отримав низку нагород та встановив нові рекорди у сфері соціального підприємництва. Американський фонд Edge Foundation  назвав його серед 15 найкращих соціальних підприємців світу. Саманта занесений до Книги рекордів Лімки як наймолодший ректор університету в Індії.

## Зовнішні посилання
- Саманта Ачута